# Ion Gagim
Ion Gagim (n. 31 mai 1954 în localitatea Onișcani, raionul Călărași, Republica Moldova) este doctor habilitat în pedagogie, profesor unversitar, cercetător, filosof, autor de manuale și monografii de filosofie, psihologie și educație muzicală din Republica Moldova. El este considerat fondator și o figură proeminentă în domeniile: pedagogia muzicii, psihologia muzicii, filosofia muzicii, în Republica Moldova.

## Biografie
Ion Gagim s-a născut 31 mai 1954 în s. Onișcani, Călărași, Republica Moldova. După absolvirea Școlii pedagogice din Călărași, Ion Gagim, în vara anului 1975, este admis la Institutul Pedagogic de Stat “Alecu Russo” din Bălți (astăzi Universitatea de Stat Alecu Russo din Bălți) la secția “Pedagogie muzicală”. Aici s-a remarcat ca un student dotat, bine pregătit la muzică, s-a inclus activ în lucrul de cercetare științifică, participând și prezentând referate la conferințe științifice studențești republicane și în afara hotarelor țării (Rusia, Ucraina, Letonia, Lituania), fiind menționat cu diplome de gradul I și II.

În anul 1980, după absolvire, ocupă postul de lector la catedra “Pregătire metodică și instrumentală a profesorilor de muzică”. În continuare urmează studiile de doctorat la Facultatea “Pedagogie Muzicală” a Universității Pedagogice din Moscova la renumitul savant, teoretician în pedagogia muzicală Olga Apraxin. În anul 2004 i se conferă titlul de doctor habilitat în pedagogie, în urma susținerii tezei „Fundamentele psihopedagogice și muzicologice ale educației muzicale”. Are o fiică Daniela, care a moștenit dragostea tatălui pentru muzică, este licențiată în Pedagogie muzicală, magistru în Muzică, cadru didactic în discipline muzicale.

## Activitate

##### Educație
1960-1969 Școala de 8 ani din s. Onișcani, Călărași

1969-1973 Școala Pedagogică din Călărași, secția Educație muzicală

1976-1980 Institutul Pedagogic de Stat “Alecu Russo” din Bălți (actualmente Universitatea de Stat „Alceu Russo”), facultatea Muzical-pedagogică

1983-1987 Institutul Pedagogic de Stat din Moscova, catedra de Muzică, doctorat

2000-2004 Universitatea de Stat din Chișinău, catedra de Muzică, postdoctorat (primul doctor habilitat în domeniu în arealul fostei URSS)

##### Specializări peste hotare
Conservatorul din Kiev, Ucraina;

Universitatea de Arte “George Enescu”, Iași, România

Institutul Musicosophia (Germania, Sankt Peter, Schwarzald);

Universitatea Vohsho, Suedia;

Universitatea de Stat „A. I. Herzen” (Rusia, Sankt Peterburg);

Universitatea Pedagogică de Stat din Moscova (Rusia).

##### Domenii științifice
Filosofia muzicii/artei,

Psihologia muzicii/artei,

Pedagogia muzicii/artei,

Teoria artei/Estetica,

Muzicologia,

Epistemologia.

## Distincții

##### de Stat
- Cavaler al ORDINULUI DE ONOARE al Republicii Moldova

##### Alte mențiuni
- Medalia 60 de ani ai Academiei de Științe a Moldovei
- Diplome de merit ale Academiei de Științe a Moldovei și ale Ministerului Educației
- premii ale Uniunii Compozitorilor și Muzicologilor din Moldova Arhivat în 21 ianuarie 2012, la Wayback Machine.
- Laureat al revistei „Literatura și arta” ș.a.

## Aportul științific
- Fondatorul/protagonistul în Republica Moldova a domeniilor: Pedagogia muzicii, Psihologia muzicii, Filosofia muzicii (conceptualizare, editare de lucrări științifice: monografii, studii de sinteză și articole științifice, manuale universitare și preuniversitare, ghiduri metodologice, formularea și lansarea unui șir de noțiuni științifice noi, inițiatorul studiilor de doctorat și de masterat, elaborarea și susținerea tezelor de doctorat, elaborarea și predarea cursurilor universitare și postuniversitare etc).
- Fundamentarea filosofică, psihopedagogică și muzicologică a domeniului Educației muzicale în Republica Moldova (teza de doctor habilitat, alte lucrări editate).
- Fondatorul în Republica Moldova și conducătorul școlii de doctorat în domeniul Pedagogiei muzicale / Educației artistice (inițiatorul și președintele primului Consiliu Științific Specializat, conducător de teze susținute de doctor și de doctor habilitat, elaborarea programelor și a cursurilor de doctorat ș.a.).
- Promotorul și realizatorul (în colaborare) a reformei învățământului muzical general în Republica Moldova (co-autor al Concepției Educației muzicale moderne și a Curriculum-ului actual, formator național, autor de manuale universitare și preuniversitare, de lucrări metodologice etc.).
- Fondatorul și conducătorul Laboratorului științific Psihopedagogia și filosofia artei (USB Alecu Russo).
- Conceptorul și redactorul-șef al primei în Republica Moldova reviste științifice de cultură, știință și practică educațională Artă și educație artistică (acreditată de AȘM ca revistă de profil în domeniile: Studiul artelor, Culturologie  și Pedagogie).
- Inițiatorul și președintele primului Consiliu Științific Specializat de susținere a tezelor de doctor în științe la Universitatea de Stat Alecu Russo din Bălți de la fondarea ei.
- Conducătorul științific al primei teze de doctor în științe susținute în cadrul Universității de Stat Alecu Russo din Bălți de la fondarea ei.
- Autor de studii/publicații inovatoare în domeniile:  Filosofia muzicii, Psihologia muzicii, Pedagogia muzicii.
- Protagonistul multiplelor conferințe/prelegeri publice (inclusiv emisiuni radio/TV) în țară și peste hotare (România, Germania, Italia, Rusia) în scopul implementării/popularizării rezultatelor  cercetărilor realizate.
- Noțiuni noi, conceptualizate/tratate/lansate de autor în lucrările sale (pe domenii):

Filosofia muzicii
- Cunoaștere de tip muzical (FM, FPPMEM)
- Cunoaștere prin auz (FM, DPM, OFM, FPPMEM)
- Experiență muzicală (DPM, FPPMEM, FM, DM)
- Filosofia sunetului (FM, DPM)
- Filosofia tăcerii (FM, DPM)
- Hermeneutică temporală (FM, OFM)
- Semantică auditivă (IM, FM).

Psihologia muzicii
- Act muzical (DPM)
- Caracteristicile psihologice ale muzicii (DPM)
- Conștiință muzicală (DPM, DM)
- Impuls muzical (DPM, FPPMEM)
- Inteligență muzicală (DPM, DM)
- Logică sonoră (DPM, FPPMEM)
- Muzicalitatea ca facultate generală a psihicului (DPM)
- Nivelurile percepției muzicale: fiziologic, psihologic, spiritual (DPM, ȘAEM)
- Percepție interioară (DPM, FPPMEM)
- Stare de cânt / de muzică (DPM, FPPMEM)
- Teoria acțiunii „totale” a muzicii  (DPM)
- Trăirea muzicală (DPM, FM, FPPMEM).

 Pedagogia muzicii 
- Activitățile muzical-didactice ca sistem și ca subsisteme (ȘAEM, FPPMEM)
- Analiză muzical-pedagogică (DM)
- Conceptul triadic de educație muzicală (FPPMEM)
- Educație prin intonație (FPPMEM)
- Metoda caracterizării poetice a muzicii (ȘAEM)
- Metoda reinterpretării artistice a muzicii (ȘAEM)
- Metoda stimulării imaginației (ȘAEM)
- Modelul teoretic al educației muzicale (FPPMEM)
- Pedagogia auzului (FM), Principiul interiorizării muzicii (ȘAEM)
- Principiul reinterpretării pedagogice a muzicii (ȘAEM).

 Muzicologie 
- Audiție „conștientă” a muzicii (DM)
- Audiție interioară a muzicii (DM)
- Cânt interior / Cânt mental (DM)
- Dimensiunile muzicii (IM, DM)
- Dimensiunea orizontală a muzicii (DM)
- Dimensiunea verticală a muzicii (DM)
- Dinamică exterioară (IM, DM)
- Dinamică interioară (IM, DM)
- Eveniment sonor (IM, DM)
- Interdisciplinaritate muzicală (DM)
- Relație de tip muzical (IM, DM)
- Tipuri de imagine muzicală (IM, DM)
- Tonul ca hologramă a muzicii (IM, DM).

## Colaborare științifică și academică

##### Internațională
- Institutul Musicosophia (Germania, Sankt Peter, Schwarzwald)
- Universitatea de Arte George Enescu (România, Iași)
- Universitatea A.I.Cuza (România, Iași)
- Universitatea de Stat A.I.Herzen (Rusia, Sankt Peterburg)
- Academia de Balet Vaganova (Rusia, Sankt Peterburg)
- Universitatea Pedagogică de Stat din Moscova (Rusia).

##### Națională
- Institutul Patrimoniul Cultural al AȘM
- Universitatea AȘM
- Institutul de Științe ale Educației
- Academia de Muzică, Teatru și Arte Plastice
- Universitatea Pedagogică de Stat Ion Creangă
- Filarmonica Națională a Republicii Moldova Serghei Lumchevivi.

Colaborator științific și reprezentant în Europa de Est al Institutului Musicosophia (Germania).

Membru-corespondent al Academiei Internaționale de Științe Pedagogice (Moscova) (Международная Академия Наук Педагогического Образования).

Membru al Uniunii Compozitorilor și Muzicologilor din Moldova.

##### Competențe academice
Cursuri universitare conceptualizate, elaborate și predate de autor: Filosofia muzicii, Psihologia muzicii, Introducere în muzicologia dinamică, Teoria și metodologia educației muzicale, Audiții muzicale comentate, Epistemologie, Semantica muzicală.

## Publicații științifice

##### cca 100 de titluri
- monografii/studii monografice – 4,
- manuale – 4,
- dicționare - 2,
- articole științifice și metodice – cca 80,
- lucrări didactice – 7 ș.a.

##### Cărțile sale
- Gagim, Ion. Dicționar de Muzică rus-român, român-rus = Музыкальный словарь. – Bălți, 1993. – 167 p.
- Gagim, I.; Șleahtițchi, M. Dicționar de Pedagogie muzicală / I. Gagim, M. Șleahtițchi. – Chișinău : Știința, 1994. – 207 p.
- Gagim, I. Știința și arta educației muzicale / I. Gagim. – Chișinău : ARC, 1996. – 223 p.  ISBN 9975-928-07-2;
- Gagim, I. Metoda de acordeon : (Man. pentru cl. 1 cu aprofundare în arta muzicală) / I. Gagim, V. Sasu; Univ. De Stat „Alecu Russo”; Fac. Muzică și Pedagogie Muzicală. – Bălți, 1996. – 60 p. cu note.
- Gagim, I. Omul în fața muzicii / I. Gagim. – Bălți: Presa Universitară Bălțeană, 2000. – 104 p. – ISBN 9975-9555-5-X.;
- Croitoru S.; Gagim I. Educație muzicală: Manual pentru clasa a VII-a / S. Croitiru, I. Gagim. – Chișinău : Știința, 2002. – 136 p.
- Gagim I. Dimensiunea psihologică a muzicii / I. Gagim. – Iaș i: Timpul, 2003. – 280 p. –  ISBN 973-612-049-X.;
- Stici, A. Metodica educației muzicale (pentru studenții colegiilor muzical-pedagogice) / A. Stici, I. Gagim. - Chișinău: Știința, 2003. – 152 p.;
- Croitoru, Sergiu. Educație muzicală : Man. pentru cl. a 7-a / Sergiu Croitoru, Ion Gagim.  –Ch. : Știința , 2003 (Tipogr. Centrală).  – 136 p. : il., note. –ISBN 9975-67-375-9.
- Gagim, Ion. Știința și arta educației muzicale. – Ed. a 2-a. – Ch.: ARC, 2004. – 222 p. – ISBN 9975-928-07-02;
- Croitoru, Sergiu. Educație muzicală : Man. pentru cl. a 7-a / S. Croitoru, I. Gagim.  –Ch. : Știința, 2005 (Combinatul Poligr.).  – 136 p. : fotogr., note. –ISBN 9975-67-485-2.
- Educație muzicală : Ghidul profesorului cl.7-8 / Ion Gagim, Alexandru Borș, Eugen Coroi, Ala Stângă. - Ch. : Știința, 2007 (Combinatul Poligr.).  – 80 p. : il., note. – ISBN 978-9975-67-247-4.
- Gagim, Ion. Educație muzicală : Man. pentru cl.7-8 / I. Gagim, Al. Borș, E. Coroi.  – Ch. : Știința, 2007 (Combinatul Poligr.). – 152 p. : il., note. –  ISBN 978-9975-67-246-7.
- Gagim, Ion. Sub semnul muzicii : Revelații / Univ. de Stat „A. Russo”. – Bălți : Presa univ. bălțeană, 2007. – 44 p. – ISBN 9975-9555-5-X;
- Gagim, Ion. Știința și arta educației muzicale. – Ed. a 3-a.  – Ch. : ARC, 2007. – 223 p. – ISBN 978-9975-61-423-8;
- Музыкальное воспитание : Пособие для учителя  7-8 кл. / Ион Гаджим, Александру Борш, Еуджен Корой, Ала Стынгэ. –  Ch. : Știința, 2007 (Combinatul Poligr.).  7–9 p. : il., note. – ISBN 978-9975-67-253-5
- Gagim, Ion. Dicționar de Muzică / red. E. Ungureanu. – Ch.: Știința, 2008. – 211 p. – ISBN 978-9975-67-544-4
- Gagim, Ion. Muzica și Filosofia. – Chișinău : Știința, 2009. – 160 p. – ISBN 978-9975-67-629-8;
- Gagim, Ion. Sub semnul muzicii. – Chișinău : Știința, 2009. –  80 p. – ISBN 978-9975-67-632-8;
- Musicosophia : Ein Blick Aus dem Osten. – Sankt Peter (Germania): Ed. Musicosophia. 2010. – 16 p.

1. ↑  Czech National Authority Database, accesat în 8 februarie 2023